# Guarani Esporte Clube (Ceará)
El Guarani Esporte Clube, conocido por el apodo de Guaraní de Juazeiro, es un club de fútbol de la ciudad de Juazeiro do Norte, en el estado de Ceará, fundado el 10 de abril de 1941.
Su uniforme está compuesto por camisa con rayas horizontales negras y rojas, pantalones negros y medias rayadas de negro y rojo. Su mascota es el León del Mercado.
Su estadio, el Mauro Sampaio (Romeirão), tiene capacidad para 16.000 personas. Su mayor rival es el Icasa, con quien disputa el Clásico del Interior. Otro gran rival es el Crato.

## Entrenadores
- Washington Luiz (?-diciembre de 2017)[4]
- Filinto Holanda (diciembre de 2017-febrero de 2018)[5][6]
- Washington Luiz (febrero de 2018-?)[6]
- Lamar Lima (agosto de 2021-?)[7]
- Bruno Monteiro (abril de 2022-mayo de 2022)[8][9]
- Assisinho (interino- mayo de 2022)[9]
- Lamar Lima (mayo de 2022-presente)[1]

## Palmarés

### Regionales
- Copa Integración: 2006.

### Estatales
- Campeonato Cearense de Serie B: (3) (2004, 2006, 2022)
- Campeonato Cearense de Serie C: (1) (2021)
- Taça Padre Cícero (3): (2011, 2016, 2017).
- Campeón Torneo Santos Dumont (organizado por la FCF) : (1974).
- Copa Fares Lopes (2): (2012, 2016)[10][11]

### Municipales
- Campeón Juazeirense (8): 1941, 1942, 1943, 1960, 1961, 1962, 1964, 1980.

### Campañas de destaque
- Subcampeón Campeonato Cearense: (2011).
- Subcampeón Taça Cidade de Fortaleza (Segunda vuelta del Campeonato Cearense): (2011).
- 4º Colocado  Campeonato Cearense: (1979).
- 5ª Colocado Campeonato Cearense: (1992).
- Subcampeón Copa Fares Lopes: (2011, 2015)

- 4° Colocado Campeonato Cearense : (2015, 2017)
- 3° Colocado Campeonato Cearense : (2016).